# Sorbus andreanszkyana
Sorbus andreanszkyana är en rosväxtart som beskrevs av Karpati. Sorbus andreanszkyana ingår i släktet oxlar, och familjen rosväxter. Inga underarter finns listade i Catalogue of Life.